# Mycosphaerella holualoana
Mycosphaerella holualoana är en svampart som beskrevs av Crous, Joanne E. Taylor & M.E. Palm 2001. Mycosphaerella holualoana ingår i släktet Mycosphaerella och familjen Mycosphaerellaceae.   Inga underarter finns listade i Catalogue of Life.